# Sebastián Solé
Sebastián Solé (* 12. Juni 1991 in Rosario) ist ein argentinischer Volleyballspieler.

## Karriere
Solé feierte zunächst mit dem argentinischen Nachwuchs einige Erfolge. Nach dem vierten Platz bei der Weltmeisterschaft 2007 gewannen die Argentinier 2008 die Südamerikameisterschaft der Jugend und Junioren, wobei Solé als bester Blocker ausgezeichnet wurde. 2009 folgten zwei dritte Plätze bei den Nachwuchs-Weltmeisterschaften. In der argentinischen Liga spielte der Mittelblocker von 2008 bis 2010 bei Rosario Sonder. 2009 debütierte er in der A-Nationalmannschaft, mit der er im folgenden Jahr an der Weltliga sowie an der Weltmeisterschaft teilnahm. 2010 wechselte er außerdem zu seinem heutigen Verein Club Ciudad de Bolívar. Mit Bolívar wurde er 2011 argentinischer Vizemeister. Mit der Nationalmannschaft erreichte er bei den Olympischen Spielen 2012 in London das Viertelfinale.